# Finsbury Park
Finsbury Park – dzielnica Londynu, leżąca w gminie London Borough of Islington. W 2011 dzielnica liczyła 14358 mieszkańców.